# Стоун, Дженевра
Джене́вра Ли́а Сто́ун (англ. Genevra Lea Stone; род. 11 июля 1985, Ньютон, Массачусетс) — американская гребчиха, выступавшая за сборную США по академической гребле в период 2006—2016 годов. Серебряная призёрка летних Олимпийских игр в Рио-де-Жанейро, участница многих престижных регат национального и международного значения.

## Биография
Родилась 11 июля 1985 года в Бостоне, штат Массачусетс, детство провела в расположенном поблизости городке Ньютон. Её родители Грег Стоун и Лиза Хансен были гребцами национального уровня и затем стали тренерами по академической гребле.
Заниматься греблей Дженевра начала в 2000 году во время учёбы в школе, позже проходила подготовку в командах Принстонского университета и Медицинской школы Университета Тафтса, где получила степень доктора медицины.
Впервые заявила о себе в гребле на международной арене в 2006 году, выиграв золотую медаль в распашных рулевых восьмёрках на юниорском мировом первенстве в Бельгии. Год спустя на аналогичных соревнованиях в Великобритании была лучшей в зачёте парных четвёрок.
В 2010 году вошла в основной состав американской национальной сборной и дебютировала в Кубке мира, в частности в одиночках заняла седьмое место на этапе в Люцерне.
Благодаря череде удачных выступлений удостоилась права защищать честь страны на летних Олимпийских играх 2012 года в Лондоне — в программе женских парных одиночек сумела квалифицироваться лишь в утешительный финал B и расположилась в итоговом протоколе соревнований на седьмой строке.
После лондонской Олимпиады Стоун осталась в составе гребной команды США на ещё один олимпийский цикл и продолжила принимать участие в крупнейших международных регатах. Так, в 2014 году она выступила на чемпионате мира в Амстердаме, где была в одиночках девятой.
В 2015 году в одиночках выиграла серебряную и бронзовую медали на этапах Кубка мира в Варезе и Люцерне соответственно, тогда как на мировом первенстве в Эгбелете оказалась четвёртой.
Находясь в числе лидеров американской национальной сборной, благополучно прошла отбор на Олимпийские игры 2016 года в Рио-де-Жанейро — на сей раз квалифицировалась в одиночках в главный финал и затем в решающем заезде пришла к финишу второй, уступив только австралийской спортсменке Ким Бреннан — тем самым завоевала серебряную олимпийскую медаль. Вскоре по окончании этого сезона приняла решение завершить спортивную карьеру.